# Idaea crinipes
Idaea crinipes là một loài bướm đêm trong họ Geometridae.